# Łasko (gromada)
Łasko – dawna gromada, czyli najmniejsza jednostka podziału terytorialnego Polskiej Rzeczypospolitej Ludowej w latach 1954–1972.
Gromady, z gromadzkimi radami narodowymi (GRN) jako organami władzy najniższego stopnia na wsi, funkcjonowały od reformy reorganizującej administrację wiejską przeprowadzonej jesienią 1954 do momentu ich zniesienia z dniem 1 stycznia 1973, tym samym wypierając organizację gminną w latach 1954–1972.
Gromadę Łasko z siedzibą GRN w Łasku utworzono – jako jedną z 8759 gromad na obszarze Polski – w powiecie choszczeńskim w woj. szczecińskim na mocy uchwały nr V/42/54 WRN w Szczecinie z dnia 5 października 1954. W skład jednostki weszły obszary dotychczasowych gromad Łasko i Wygon ze zniesionej gminy Radęcin, obszar dotychczasowej gromady Breń ze zniesionej gminy Bierzwnik oraz miejscowości Antonówka, Baranowo, Dołżyna i Zgorzel z dotychczasowej gromady Brzeziny ze zniesionej gminy Kołki w tymże powiecie. Dla gromady ustalono 16 członków gromadzkiej rady narodowej.
1 stycznia 1962 gromadę zniesiono, a jej obszar włączono do gromad Radęcin (miejscowości Piaseczno, Rokitno, Ostrowiec, Jarychowo, Antoniewko, Sokołowo, Chyże, Łasko i Wygon), Zieleniewo (miejscowości Skotniki, Zgorzel, Dołżyna, Somite, Czapliska, Niestobno, Rosochate, Smogorz i Pustkowie) i Bierzwnik (miejscowości Kawno, Gajno, Kunica i Breń) w tymże powiecie.